# Врадіївський елеватор

Врадіївський елеватор — філія «Державної продовольчо-зернової корпорації України».

## З історії
У перші роки існування Радянської держави, у період запровадження НЕПу основним завданням, що постало перед Радянською владою, було створення єдиної державної мережі заготівельних підприємств.
Головним фінансовим джерелом стосовно реалізації державної заготівельної політики, зокрема, щодо будівництва елеваторів у ті роки, став Державний банк. Серед зведених тоді об'єктів був елеватор (1924 р.) на станції Врадіївка, Одеської залізниці. Таким чином були розв'язані питання створення матеріально-технічної бази для заготівлі у великих обсягах продовольчого зерна, фуражу та сіна. Місткість цього бетонного за тогочасними мірками елеваторного велета (нині старий елеватор) становила 1 960 тонн.
Через рік до елеватора було «прив'язано» зерносушарку типу ВІСХОМ. Праця робітників була виснажливою і важкою, вивантаження зерна здійснювалося вручну, багато продукції зберігалося в буртах, які час від часу потрібно було перелопачувати.
Наступним етапом розвитку підприємства стало будівництво у 1928 році дерев'яного елеватора (лінійного елеватора) ЕЛ-5 місткістю 5 000 тонн та складських приміщень напільного зберігання зерна з робочими баштами.
У 1960 році було збудовано зерноочисну робочу башту з прив'язкою до двох зернових складів місткістю 10 000 тонн, а роком поспіль робочо-очисну башту з прив'язкою до шести зернових складів загальною місткістю понад 20 000 тонн.
У 1962 році на території сінного пункту розпочалося будівництво потокової лінії для приймання, очищення та сушіння кукурудзи та соняшнику, споруджено зерносушарку ДСП-32-2-ОТ.
У 1964 році було введено в дію другу потокову лінію з робочо-очисною баштою та трьома складами місткістю — 3, 2 тис. тонн кожний.
Так розпочала свою діяльність виробнича дільниця № 2, де у 1975 році було введено в дію новий елеватор загальною місткістю 77, 3 тис. тонн з цілою низкою допоміжних споруд: авторозвантажувач ГУАР-30 (у кількості 4 об'єкти), точки залізничного прийому та відпуску збіжжя, зерносушарка ДСП-32 ОТ.
Разом з будівництвом нового елеватора було зведено побутовий корпус, котельню, пожежне депо, адмінприміщення, лабораторію, дизельну підстанцію, електропідстанцію, гаражі та інші об'єкти.
У 1980 році на території елеватора монтується ще один автомобілерозвантажувач ГУАР-30 та зерносушарка ДСП-32-2 ОТ.
У 2003 році — змонтовано нову зерносушарку ЗШ-1500 продуктивністю 25 тонн за годину.

## Сучасні дні
Сьогодні загальна потужність підприємства сягає 111,7 тис. тонн.
Працює 4 стаціонарних зерносушарки, 9 потужних автомобілерозвантажувачів, електронні ваги, 3 механічних ваг, 2 залізничних ваг, комп'ютеризована бухгалтерія, технічно оснащена сучасна лабораторія.
На території підприємства є склад паливно-мастильних матеріалів на 500 тонн та автозаправочна станція (для власних потреб) місткістю 20 тонн.
Для відвантаження та приймання збіжжя залізничним транспортом, елеватор оснащений залізничними коліями, якими, виконуючи свої непрості завдання, курсує власний тепловоз серії ТГК2-5803.
Матеріально-технічна база підприємства та налаштованість колективу фахівців і спеціалістів ДП ДАК «Хліб України» «Врадіївський елеватор» на успіх дозволяють високо тримати планку та нарощувати виробничі показники.